# Les Brûlures de l'histoire
 (mai 2018).

Les Brûlures de l'Histoire est un magazine télévisé conçu et animé par Laure Adler et Patrick Rotman, avec la collaboration de Stéphane Khemis, directeur de la revue L'Histoire, et celle de Joseph Hüe, directeur de la Bibliothèque de documentation internationale contemporaine (BDIC). 
Le magazine, selon le producteur exécutif, est consacré à l'évocation d’événements historiques et politiques qui continuent d'affecter le présent. L'émission est diffusée sur la chaîne France 3 en seconde partie de soirée à un rythme hebdomadaire puis mensuel, entre septembre 1993 et avril 1998.

## Format
Outre leur point de vue culturel médiatique, Laure Adler et Patrick Rotman ont également celui d'historiens diplômés. Chaque émission traite d'un thème (« dossier ») choisi par exemple à l'occasion d'une date anniversaire (les vingt ans de la guerre du Kippour, pour le premier numéro). Le thème est évoqué à l'aide de quelques séquences filmées d'époque qui alternaient avec des entretiens ou des débats avec des personnalités reconnues spécialistes du thème choisi : historiens, écrivains, hommes politiques, journalistes, avocats…
Au cours des premières diffusions, le dossier est complété par une seconde partie mêlant différentes rubriques revenant sur les images d'actualités passées (Une semaine dans le siècle illustrée par les actualités Pathé, Flashback, Retour) et des rubriques portant sur les événements du présent ou sur l'actualité culturelle (Éditorial, Passé-Présent, Agenda).
Le thème de mai 1968 a fait l'objet de deux émissions (les dernières). Quelques-unes d'entre elles se composent uniquement d'un documentaire (souvent réalisé par Patrick Rotman).
Cette série a obtenu un 7 d'Or en 1995 et le Prix du Comité français pour l'audiovisuel en 1996.

## Programmation
Plusieurs émissions ont été rediffusées en particulier en juillet-août 1997. Dans le catalogue en ligne de l'INA, en tapant « Les brûlures de l'histoire » en titre il est possible d'accéder à la liste des diffusions et rediffusions de l'émission sur France 3, Toute l'Histoire et La Chaine Parlementaire Assemblée nationale.
| Numéro | Date de première diffusion | Titre (« Dossier »)                                                                                       | Participants | Observations |
| ------ | -------------------------- | --- | --- | --- |
| 1      | Mardi 28 septembre 1993    | La Guerre du Kippour                                                                                      | Antoine Lefébure, Pierre Milza (historiens). | Rubriques supplémentaires au dossier de l'émission : « Une semaine dans le siècle », « Actualité », « Retour » et « Agenda ».                                                                |
| 2      | Mardi 5 octobre 1993       | Le Secret des archives de Moscou : le cas Duclos                                                          | Stéphane Courtois, Nicolas Werth (historiens). | Rubriques supplémentaires au dossier de l'émission : « Actualité », « Flashback » et « Almanach ».                                                                                           |
| 3      | Mardi 12 octobre 1993      | Aron-Sartre : cinquante ans d'histoire                                                                    | Michel Winock (historien), Jean-Claude Casanova (économiste), Claude Lanzmann (journaliste, écrivain, cinéaste et producteur) Jacques Solé (historien), Franz-Olivier Giesbert (journaliste, éditorialiste, écrivain). | Rubriques supplémentaires au dossier de l'émission : « Une semaine dans le siècle », « Actualité », « Marchais s'en va ».                                                                    |
| 4      | Mardi 19 octobre 1993      | Les Mineurs                                                                                               | Jean-Michel Gaillard (historien et haut fonctionnaire), Hélène Carrère d'Encausse (historienne), Jean-Noël Jeanneney (universitaire et historien), et les témoins mineurs Marcel Barrois, Georges Deroeux, Bernard Bousch et Jean Herbaut.                                                                                                 | Rubriques supplémentaires au dossier de l'émission : « Une semaine dans le siècle », « Actualité », « Editorial » et « Agenda ».                                                             |
| 5      | Mardi 26 octobre 1993      | Marie-Antoinette                                                                                          | Alain Decaux (historien), Isabelle d'Orléans (descendante de Louis-Philippe Ier), Evelyne Lever (historienne), Chantal Thomas (écrivaine et universitaire), Jacques Le Goff, André Burguière (historiens), Bernard Guetta (journaliste).                                                                                                   | Seconde partie suivant le dossier de l'émission : « La passion des Français pour l'histoire », « La seconde mort de Lénine ».                                                                |
| 6      | Mardi 2 novembre 1993      | Le Mythe Kennedy                                                                                          | André Kaspi (historien). | |
| 7      | Mardi 9 novembre 1993      | La République des affairistes                                                                             | Jean Guarrigues, Jean-Pierre Azéma, François Bédarida (historiens). | Rubriques supplémentaires au dossier de l'émission : « Une semaine dans le siècle », « Passé-Présent ».                                                                                      |
| 8      | Mardi 16 novembre 1993     | Objectif de Gaulle                                                                                        | Jacques Delarue (résistant, ancien commissaire de police et historien), Maurice Lever (historien). | Rubriques supplémentaires au dossier de l'émission : « Une semaine dans le siècle », « Passé-Présent ».                                                                                      |
| 9      | Mardi 23 novembre 1993     | La Vendée : génocide ou massacre ?                                                                        | Jean Tulard, François Lebrun, Alain Gérard, Jean-Clément Martin (historiens), Jacques Auxiette, Philippe de Villiers (hommes politiques). | Rubriques supplémentaires au dossier de l'émission : « Une semaine dans le siècle », « Passé-Présent ».                                                                                      |
| 10     | Mardi 30 novembre 1993     | La Crise de 29 aux États-Unis et en Europe                                                                | Jacques Marseille, Georges Duby (historiens). | Rubriques supplémentaires au dossier de l'émission : « Une semaine dans le siècle », « Passé-Présent ».                                                                                      |
| 11     | Mardi 7 décembre 1993      | Le Cas Bousquet                                                                                           | Henry Rousso (historien), Serge Klarsfeld (écrivain, historien et avocat), Marc Domingo (magistrat). | |
| 12     | Mardi 21 décembre 1993     | La Gastronomie dans l'histoire                                                                            | Bernard Loiseau (chef cuisinier et restaurateur), Jacques Le Goff (historien), Anthony Rowley (historien et éditeur), Jean-François Revel (philosophe, écrivain et journaliste), Jean-Louis Flandrin (historien), Claude Fischler (sociologue).                                                                                            | |
| 13     | Mardi 4 janvier 1994       | La Guerre des ondes                                                                                       | Jean-Noël Jeanneney (universitaire et historien). | |
| 14     | Mardi 11 janvier 1994      | La Mort de Lénine                                                                                         | Nicolas Werth (historien). | |
| 15     | Mardi 18 janvier 1994      | L'Affaire Dreyfus                                                                                         | Jean-Denis Bredin (avocat et écrivain), Michel Winock (historien). | |
| 16     | Mardi 25 janvier 1994      | Hiver 1954 : l'appel de l'abbé Pierre                                                                     | Jean-Pierre Rioux (historien), François Bloch-Lainé (haut fonctionnaire et militant associatif). | |
| 17     | mardi 1er février 1994     | 6 février 1934, le fascisme à la française ?                                                              | Pierre Milza (historien). | |
| 18     | Mardi 8 février 1994       | Jeanne d'Arc                                                                                              | Georges Duby (historien). | |
| 19     | Mardi 22 février 1994      | L'Affiche rouge                                                                                           | Stéphane Courtois (historien), Cristina Boico, Boris Holban (anciens haut responsables communistes des FTP-MOI), Simon Rajman (frère de Marcel Rajman, du Groupe Manouchian). | |
| 20     | Mardi 1er mars 1994        | Charles d'Africain, de Gaulle et l'Afrique noire 1940-1969                                                | Jean Lacouture (journaliste, écrivain et historien). | |
| 21     | Mardi 8 mars 1994          | La Guerre scolaire                                                                                        | Mona Ozouf (historienne). | |
| 22     | Mardi 15 mars 1994         | L'État milicien, Vichy 1944                                                                               | Jean-Pierre Azéma (historien). | |
| 23     | Mardi 22 mars 1994         | Jérusalem, le mur de la paix ? 1917-1994                                                                  | Elie Barnavi (historien), Elias Sanbar (rédacteur en chef, revue d'études palestiniennes). | |
| 24     | Mardi 29 mars 1994         | Jeunesses en révolte, 1963-1973                                                                           | Serge Berstein (historien). | |
| 25     | Mardi 5 avril 1994         | U.S. go home                                                                                              | Jean-Michel Gaillard (historien et haut fonctionnaire). | |
| 26     | Mardi 12 avril 1994        | Aux urnes citoyennes, 1944-1994                                                                           | Michèle Perrot (historienne), Marie-Claude Vaillant Couturier, Marcelle Devaud, Gilberte Brossolette, Michèle Barzach (femmes politiques). | |
| 27     | Mardi 19 avril 1994        | Portugal 1974 : la révolution des œillets                                                                 | Guy Hermet (historien), Otelo de Carvalho (ancien militaire). | |
| 28     | Mardi 26 avril 1994        | Dien Bien Phu                                                                                             | Philippe Devillers (historien). | Rediffusé le 5 août 1997. |
| 29     | Mardi 3 mai 1994           | Nehru ou la Naissance d'une nation                                                                        | Jacques Pouchepadass (historien). | Rediffusé le 16 juillet 1997. |
| 30     | Mardi 10 mai 1994          | 29 mai 1968 : de Gaulle disparaît                                                                         | Jean Lacouture (journaliste, écrivain et historien), Bernard Tricot (haut fonctionnaire), François Flohic (vice-amiral), Michel Jobert (homme politique), Alain de Boissieu, Jacques Massu (militaires). | Rediffusé le 1er août 1997. |
| 31     | Mardi 17 mai 1994          | Watergate : autopsie d'un scandale                                                                        | Claude Moisy (journaliste). | Rediffusé le 23 juillet 1997. |
| 32     | Mardi 24 mai 1994          | L'Italie de Mussolini                                                                                     | Pierre Milza (historien). | Rediffusé le 5 juillet 1997. |
| 33     | Mardi 31 mai 1994          | Les Secrets du jour J                                                                                     | Gilles Perrault (écrivain, scénariste et journaliste). | Rediffusé le 15 juillet 1997. |
| 34     | Mardi 7 juin 1994          | Yougoslavie : les racines du conflit                                                                      | Paul Garde (historien). | Rediffusé le 11 juillet 1997. |
| 35     | Mardi 14 juin 1994         | La Nuit des longs couteaux                                                                                | Philippe Burrin (historien). | Rediffusé le 8 juillet 1997. |
| 36     | Mardi 21 juin 1994         | Ils ont assassiné Jaurès                                                                                  | Madeleine Rebérioux, Rolande Trempé (historiennes). | Rediffusé le 12 juillet 1997. |
| 37     | Jeudi 27 octobre 1994      | 1er novembre 1954, la Toussaint rouge : les débuts de la guerre d'Algérie                                 | Yves Courrière (écrivain, biographe, historien et journaliste), Pierre Nicolaÿ (Conseiller d’État, directeur de cabinet de François Mitterrand), Jean Vaujour (directeur de la sûreté en Algérie en 1953), Jean Deleplanque (sous-préfet de Batna en 1954).                                                                                | Rediffusé le 4 juillet 1997. |
| 38     | Jeudi 17 novembre 1994     | L'Épuration                                                                                               | Henry Rousso (historien), Serge Ravanel, Pierre Benech (résistants), Pierre-Henri Teitgen (résistant et homme politique). | Rediffusé le 22 juillet 1997. |
| 39     | Jeudi 15 décembre 1994     | De Fidel à Castro, du rebelle au dictateur : 1953-1963                                                    | Jean-Pierre Clerc (journaliste), Martha Frayde (proche de Fidel Castro), Eduardo Manet (écrivain et cinéaste). | Rediffusé le 30 juillet 1997. |
| 40     | Jeudi 26 janvier 1995      | 1945 : Yalta Potsdam, armée rouge et tapis vert                                                           | Robert Frank (historien). | Rediffusé le 31 juillet 1997. |
| 41     | Jeudi 2 mars 1995          | 1965 : élection présidentielle De Gaulle Mitterrand                                                       | Olivier Duhamel (juriste et politologue), Alain Peyrefitte (homme d'État, diplomate et écrivain), Gilles Martinet, Claude Estier (journalistes et hommes politiques). | Rediffusé le 2 mai 1995 et le 19 août 1997. |
| 42     | Jeudi 6 avril 1995         | Les Croisés de la guerre froide                                                                           | Jean-Jacques Becker (historien), Jean-Paul David (homme politique, fondateur de « Paix et Liberté »), Francis Raoul (directeur de cabinet des Préfets de Police de 1947 à 1955). | Rediffusé le 6 août 1997. |
| 43     | Jeudi 27 avril 1995        | 30 avril 1975 : la chute de Saïgon                                                                        | Gérard Chaliand (géostratégiste), Bùi Tín (militaire), Jean-Marie Mérillon (ambassadeur de France au Sud Vietnam de 1973 à 1975). | Rediffusé le 18 juillet 1997. |
| 44     | Jeudi 1er juin 1995        | Les Espions de l'atome : comment les Russes ont eu la bombe                                               | Christopher Andrew (historien), Pavel Soudoplatov (agent secret), Jürgen Kuczynski (espion, économiste), Edward Teller (physicien). | A l'exception de celle de Christopher Andrew les interventions des participants sont extraites de séquences d'archives. Rediffusé le 29 juillet 1997.                                        |
| 45     | Jeudi 29 juin 1995         | Juillet 1985 : l'affaire Greenpeace                                                                       | Jean-Marie Pontaut (journaliste), Dominique Prieur (ancien agent DGSE), Edwy Plenel (journaliste), Paul Quilès (homme politique), Daniel Soulez Larivière (avocat), Neil Morris (policier). | |
| 46     | Samedi 28 octobre 1995     | L'Affaire Ben Barka                                                                                       | Jean-François Kahn (journaliste et écrivain), Jacques Derogy (journaliste), Marcel Le Roy Finville (ancien membre du SDECE), Philippe Bernier (journaliste et écrivain). | |
| 47     | Samedi 25 novembre 1995    | La Dernière Année du Général : mai 1968 à avril 1969                                                      | Jean Lacouture (journaliste, écrivain et historien), Pierre Messmer (homme d'État), Jean-Marcel Jeanneney (homme politique). | Rediffusé le 17 juillet 1997. |
| 48     | Samedi 30 décembre 1995    | Les Vœux du Président                                                                                     | Roland Cayrol (politologue), Jean-Pierre Winter (psychanalyste et écrivain). | Rediffusé le 9 juillet 1997. |
| 49     | Samedi 27 janvier 1996     | Le Second Front : la guerre d'Algérie en France 1954-1962                                                 | Ali Haroun (ancien responsable à la Fédération de France du FLN), Robert Davezies (prêtre diocésain), Constantin Melnik (coordinateur des services de renseignement auprès du Premier ministre), Raymond Muelle (écrivain, ancien officier parachutiste).                                                                                  | |
| 50     | Samedi 2 mars 1996         | Le Cas de Monsieur K : les années Khrouchtchev 1953-1964                                                  | Rada Adjoubei (fille de N. Khrouchtchev), Ioulia Khrouchtcheva (petite-fille de N. Khrouchtchev). | Rediffusé le 23 août 1997. |
| 51     | Samedi 6 avril 1996        | Le podium est une tribune : sport et politique 1896-1996                                                  | Jean Durry (directeur du Musée National du Sport), Roger Bambuck (athlète). | Rediffusé le 3 juillet 1997. |
| 52     | Samedi 11 mai 1996         | Black power                                                                                               | Nicole Bacharan (écrivain), Pascal Dupont (journaliste). | Rediffusé le 10 juillet 1997. |
| 53     | Samedi 8 juin 1996         | La Vie en bleu : du Front Populaire à nos jours                                                           | Yves Santamaria (historien), Aimé Halbeher, Roger Linet (syndicalistes et hommes politiques), Marcel Guilbert (salarié de Renault). | Rediffusé le 1er juillet 1997. |
| 54     | Samedi 29 juin 1996        | Staline en Espagne : la guerre civile dans la guerre civile 1936-1939                                     | Wilebaldo Solano (responsable des jeunesses du POUM), Rémi Skoutelsky (historien), Santiago Carrillo (homme politique), Roger Codou (combattant dans les Brigades Internationales), Lise London (secrétaire d'André Marty). | Rediffusé le 1er juillet 1997. |
| 55     | Samedi 5 octobre 1996      | L'Union de la gauche 1972-1984                                                                            | Pierre Mauroy, Charles Fiterman (hommes politiques), Gérard Grunberg (politologue). | Rediffusé le 20 août 1997. |
| 56     | Samedi 19 octobre 1996     | 1969-1972 : Pompidou, Chaban et la nouvelle société                                                       | Jacques Delors, Michel Jobert (hommes politiques), Jacques Chaban-Delmas (homme d'État de la IVe et de la Ve République). | Rediffusé le 25 juillet 1997. |
| 57     | Samedi 23 novembre 1996    | Malraux dans les combats du siècle                                                                        | Jean Lacouture (journaliste, écrivain et historien), Paul Nothomb (aviateur et écrivain), Bernard Metz (médecin, fondateur de l'Amicale des anciens de la Brigade Alsace-Lorraine), Pierre Bockel (prêtre catholique, résistant, écrivain et journaliste), Pierre Lefranc (ancien résistant et proche collaborateur du général de Gaulle). | Rediffusé le 2 août 1997 et le 11 novembre 2001. |
| 58     | Samedi 11 janvier 1997     | François Mitterrand et les grands rendez-vous de l'histoire                                               | Jean-Pierre Azéma (historien), Olivier Duhamel (juriste et politologue), Jean Lacouture (journaliste, écrivain et historien), Pierre Favier (journaliste). | Rediffusé le 9 août 1997. |
| 59     | Samedi 1er février 1997    | La Bataille d'Alger de janvier à octobre 1957                                                             | Jacques Allaire (militaire), Edward Behr (journaliste). | Documentaire réalisé par Patrick Rotman. Rediffusé le 8 août 1997. |
| 60     | Samedi 1er mars 1997       | Carlos, terroriste sans frontières                                                                        | Bernard Violet (écrivain), Gérard Chaliand (géostratégiste), Jean Baklouti (directeur adjoint de la DST 74-85), Hans Joachim Klein (ancien membre de l'organisation de guérilla urbaine Revolutionäre Zellen), Laszlo Liszkai (écrivain), Patrick Moreau (chercheur).                                                                      | Documentaire réalisé par Patrick Rotman. Rediffusé le 26 août 1997. |
| 61     | Samedi 12 avril 1997       | L'Europe : de Rome à Maastricht 1957 à 1997                                                               | | Documentaire réalisé par Patrick Rotman, rediffusé le 26 juillet 1997. |
| 62     | Samedi 31 mai 1997         | Chasse aux sorcières à Hollywood 1947 à 1960                                                              | John Berry, Bertrand Tavernier (cinéastes). | Documentaire réalisé par Patrick Rotman. Rediffusé le 21 août 1997. |
| 63     | Samedi 7 juin 1997         | Clovis et son temps                                                                                       | | Documentaire historique, réalisé essentiellement en images de synthèse, illustrant la vie de Clovis et son époque. Commentaires écrits par Michel Rouche, lus par Michel Duchaussoy.         |
| 64     | Samedi 21 juin 1997        | Les Collabos de 1940 à 1944                                                                               | Jean-Pierre Azéma (historien). | Documentaire réalisé par Patrick Rotman. Rediffusé le 22 août 1997. |
| 65     | Vendredi 13 mars 1998      | Le Gel du printemps – Prague 1968                                                                         | Milos Jungman (rédacteur en chef du journal Literarni Noviny), Jiri Muller (dirigeant du mouvement étudiant 1968), Bohumil Simon (secrétaire de la Ville de Prague). | Documentaire de Hesi Carmel et William Karel, réalisé par William Karel, Virginie Linhart et Patrick Rotman, diffusé dans la série « Les Dossiers de l'Histoire ». Rediffusé le 5 mars 2003. |
| 66     | Vendredi 17 avril 1998     | Mai 68, dix semaines qui ébranlèrent la France : 1ère partie « Rêve général du 3 au 23 mai 1968 »         | De nombreux acteurs des évènements témoignent, dont Alain Peyrefitte, Maurice Grimaud, Daniel Cohn-Bendit, Henri Krasucki, Charles Fiterman, Georges Seguy Jacques Chirac, Michel Jobert, Bernard Tricot... | Documentaire réalisé par Virginie Linhart et Patrick Rotman, diffusé dans la série « Les Dossiers de l'Histoire ».                                                                           |
| 67     | Vendredi 24 avril 1998     | Mai 68, dix semaines qui ébranlèrent la France : 2ème partie « La danse du pouvoir du 24 mai au 30 juin » | De nombreux acteurs des évènements témoignent, dont Alain Peyrefitte, Maurice Grimaud, Daniel Cohn-Bendit, Henri Krasucki, Charles Fiterman, Georges Seguy Jacques Chirac, Michel Jobert, Bernard Tricot... | Documentaire réalisé par Virginie Linhart et Patrick Rotman, diffusé dans la série « Les Dossiers de l'Histoire ».                                                                           |